# Cyrus (músico)
Terje Andersen (nacido el 12 de mayo de 1975), conocido profesionalmente como Cyrus, es un músico noruego conocido principalmente por ser el guitarrista de la banda de thrash metal Susperia y por haber sido bajista de gira de Dimmu Borgir.

## Biografía
Cyrus comenzó su carrera musical en 1997 cuando empezó a tocar en una banda llamada Seven Sins (en referencia a los pecados capitales del cristianismo) junto al exbatería de Dimmu Borgir, Tjodalv. La banda lanzó una maqueta durante ese período. En 1999, cambiaron su nombre a Susperia.
En el año 2000, Cyrus pasó a tocar la guitarra con Satyricon en una gira mundial. Estuvo en Satyricon durante dos años como músico de sesión. En 2009, se convirtió en guitarrista de sesión de la banda de thrash/black metal Sarke. En 2011, junto a Susperia, lanzó el primer sencillo de la banda titulado «Nothing Remains», como parte del concurso Melodi Grand Prix.
Recientemente, Cyrus ha tocado la guitarra en Susperia (como miembro permanente) y en Sarke (como miembro de sesión), y el bajo en Dimmu Borgir (también como miembro de sesión).

## Discografía

### Con Susperia
- Illusions of Evil (Demo, 2000).
- Predominance (Nuclear Blast, 2001).[6]
- Vindication (Nuclear Blast, 2002).
- Unlimited (Tabu, 2004).
- Devil May Care (EP, Tabu, 2005).
- Cut From Stone (Tabu, 2007).
- Attitude (Candlelight Records, 2009).
- Nothing Remains (Sencillo, NRK/MGP, 2011).
- The Lyricist (Agonia, 2018).

### Con Dimmu Borgir
- Forces of the Northern Night (2012).[7]

### Con ICS Vortex
- Storm Seeker (2011).[8]

### Con Sarke
- Oldarhian (2011).[9]